# Patrick Pageat
 (avril 2021).
Patrick Pageat (10 décembre 1960 à Villepinte, France) est un docteur vétérinaire et docteur en science naturelle spécialiste en médecine vétérinaire comportementale des animaux de compagnie français. Il est essentiellement connu pour ses travaux de recherche fondamentale sur la communication chimique animale (semiochimiques). C'est le cofondateur et directeur scientifique de l’IRSEA (Institut de Recherche en Semiochimie et Ethologie Appliquée).

## Diplômes universitaires et formations diplômantes
- 1984 : diplôme de Docteur Vétérinaire (École Nationale Vétérinaire de Lyon et Université Lyon I)
- 1985 : diplôme d’Études Approfondies d’Entomologie. Spécialité Biologie et Physiologie de l’Insecte (Universités Paris VI, Paris X et Muséum National d’Histoire Naturelles)
- 1991 : doctorat en Sciences Biologiques. Spécialité Entomologie (Muséum National d’Histoire Naturelles – Paris)
- 1998 : diplôme de Vétérinaire Comportementaliste des Écoles Vétérinaires Françaises (École Nationale Vétérinaire de Toulouse)
- 2002 : diplôme du European College of Veterinary Behavioural Medicine – Companion Animals
- 2012 : habilitation à Diriger des Recherches

## Activités d’enseignements
- Professeur associé en Ethologie Appliquée et Bien-Être Animal à l’école d’ingénieur de Purpan
- Professeur invité à la faculté vétérinaire de Pise
- Professeur invité à la Faculté Vétérinaire de Barcelone dans le cadre du Master de Médecine Comportementale, Il a créé l’enseignement clinique « médecine comportementale et consultation » à l’école vétérinaire d’Alfort

## Membre de sociétés scientifiques et implications scientifiques
- Membre du GECAF (Groupe d’Étude sur le Comportement des Animaux Familiers) de la CNVSPA-AFVAC[2] depuis 1984. Trois fois président de cette association.
- Membre de l’ESVCE (European Society of Veterinary Clinical Ethology), cofondateur et vice-président de 1989 à 2000[3].
- Membre de l’International Society of Chemical Ecology
- Membre de l’European Association of Veterinary Pharmacology and Toxicology
- Membre Honoraire de l’American Veterinary Society on Animal Behavior (AVSAB)
- Membre de CABTSG (British Association of Animal Behaviour)
- Membre de l’Association Française de Thérapie Comportementale et Cognitive (AFTCC association de psychiatres spécialisés en thérapie comportementale)
- Membre de l’ « Association Vétérinaire Equine Française »
- Président du European College of Animal Welfare and Behavioural Medicine, d'octobre 2008 à novembre 2011[4]

## Distinctions et récompenses
- Lauréat de la Fondation de la Vocation Marcel Bleustein-Blanchet en 1984 pour son travail de recherche sur les Hyménoptères paralysants[5].
- Lauréat de l’Académie vétérinaire de France “Prix Emile Thierry” pour son livre “Pathologie du Comportement du Chien”.
- Lauréat de l’Académie vétérinaire de France "Prox Victor-Théodule Daubigny" pour deux ouvrages de vulgarisation "Traité du Chien" et "Traité du Chat" (éditions Rustica).
- Lauréat de l’ « Olfaction Award 2010 » pour l’étude "A maternal semiochemical controls fear reactions in children (18 to 36 months-old) experiencing routine examination in a pediatric hospital".